# Deposizione chimica da vapore potenziata dal plasma

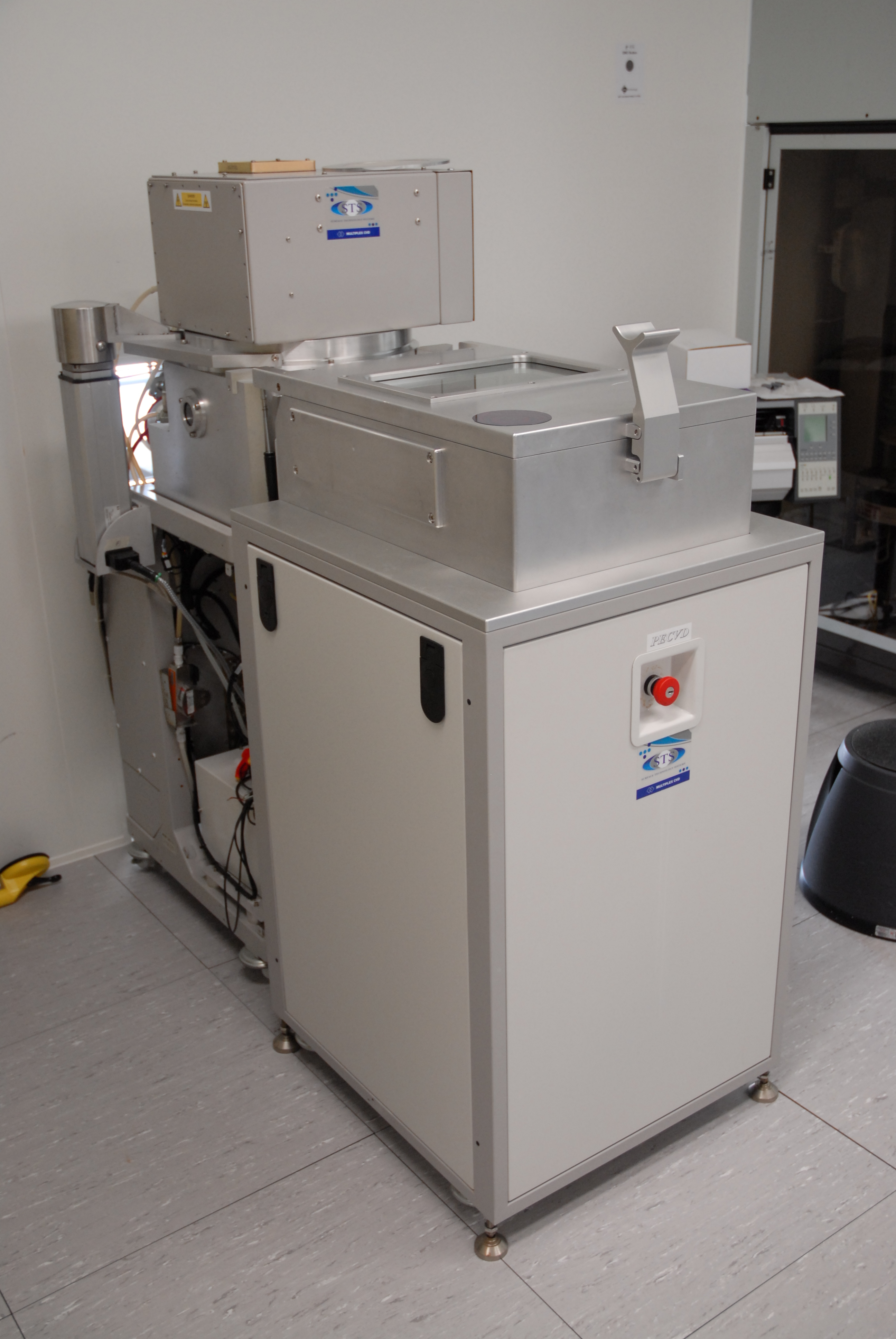
Macchina PECVD presso lo stabilimento tecnologico LAAS di Tolosa, in Francia.

La deposizione chimica da vapore potenziata dal plasma (PECVD) è un processo chimico di deposizione di film sottili, i reagenti, in stato gassoso (vapore) vengono inseriti nella camera di deposizione, dove precedentemente era stato fatto il vuoto, Il plasma viene attivato da una radiofrequenza (RF) ( corrente alternata (CA)) o dalla scarica di corrente continua (CC) tra due elettrodi eccitando le molecole che reagiscono, i prodotti della reazione allo stato solido si depositano sul substrato, diffondono, si aggregano e creano il film sottile desiderato.